# Arbejdsindsats
 Denne artikel bør gennemlæses af en person med fagkendskab for at sikre den faglige korrekthed.

Arbejdsindsats er en definition af, hvor effektivt et menneske arbejder over en tidsperiode. Arbejdsindsatsen påvirkes af mange forskellige ting i hvert menneskes miljø. Varme, støj, dårlig arbejsstilling og fysiske skader kan direkte påvirke arbejdsindsatsen. De mere mentale dele af mennesket spiller dog stadig ind, en dårlig "tone" eller stemning kan påvirke, hvor optimalt et menneske kan udføre sit arbejde, ofte handler det om hvor optimalt hjernen fungere, hvis arbejderen ikke fokusere på sit arbejde vil der ikke arbejdes optimalt og arbejdsindsatsen kan forbedres.
Ifølge Pawel Wargocki der er lektor på Danmarks Tekniske Universitet og specialist i effekter af indeklima, begynder præstationsevnen at falde, hvis temperaturen overstiger 23-24 grader på arbejdspladsen.